# Acyrthosiphon pseudodirhodum
Acyrthosiphon pseudodirhodum är en insektsart som först beskrevs av Patch 1919.  Acyrthosiphon pseudodirhodum ingår i släktet Acyrthosiphon och familjen långrörsbladlöss. Inga underarter finns listade i Catalogue of Life.